# César Jaimes
César Jaimes (Buenos Aires, 21 de abril de 1908 – 9 de marzo de 1995) es una importante figura de la cultura de Castelar. Se dedicó a la pintura, teatro, cine y música. Contribuyó a los estudios históricos locales, y a la prensa de Morón (Buenos Aires). Fue nombrado "Ciudadano ilustre de Morón".

## Llegada a Castelar
César Jaimes nació 21 de abril de  1908 en Buenos Aires, barrio de Palermo. Se instaló con su familia en Castelar, a 21 km al oeste de Buenos Aires, en 1943, por problemas respiratorios de su hijo Carlos. En ese momento Castelar era reconocida como "Córdoba chica", y aconsejada para personas con aquellos problemas de salud.
Castelar en ese tiempo tenía zonas de campo. Por ejemplo, desde las actuales calles Arredondo y Rodríguez Peña hacia el norte, se veía la actual avenida Gaona. Al oeste de la calle Arias estaba la quinta de Costa. En un tiempo el campo fue arrendado y cultivaron maíz. Más tarde, el propietario loteó la zona. Sólo había dos calles pavimentadas: Trenque Lauquen y Pehuajó. Los policías recorrían la zona en bicicleta, con un cartelito. La leche era provista por un hombre, que conducía una vaca y la ordeñaba in situ.

## Peronismo
Jaimes trabajó como empleado público durante la presidencia de Juan Domingo Perón. Con la caída el golpe de Estado contra el gobierno de Perón, en 1955, César Jaimes fue investigado por la dictadura autodenominada Revolución Libertadora. En el curso de mismo había llevado grabaciones de música folclórica argentina a la BBC. Debido a su simpatía y afiliaciones peronistas fue impedido de trabajar en
Argentina, realizar shows y presentaciones musicales radiales dado el acoso del régimen dictatorial, formando parte de las listas negras antiperonistas

## Arte
César Jaimes cultivó varias disciplinas artísticas, como música, teatro, cine y pintura. A esta última dio finalmente prioridad.
En música, cultivó el folclore. Antes de venir a Castelar, formó un dúo, "Jaime y Barraza". Actuaban en Radio El mundo. Compuso varias canciones folclóricas. Entre ellas, el estilo "cuando te fuiste", grabada por Suma Paz, Cafrune y Mercedes Sosa. Dirigió además el coro "la tercera con el tango".
En teatro, compuso tres obras. Una de ellas, de matiz político, "el hombre y su pueblo", sobre el peronismo. Formó el "Teatro obrero argentino", con la CGT, en Buenos Aires. Lo dirigió, junto a Fernández Unsain y Fermín Chávez, durante tres años. Una de sus obras se representó en el teatro Cervantes, con dirección de Fernández Unsain. Fue director del teatro Enrique Santos Discépolo.
En cine, filmó dos películas: Santos Vega, e historia de una soga. Su asistente de dirección fue Jorge Murúa.
En artes plásticas, estudió con los maestros Emilio Centurión y Ernesto Scotti en pintura, y Alfredo Pacello en dibujo. Tuvo amistad con el pintor Salvador Galup, que vivía cerca. Exponían en la Sociedad de Fomento de Castelar. Según Lacoste (1987), Jaimes efectuó una exposición de collages en el Salón de la antigua casa Muro. El crítico de arte José de España dijo que "César tiene exquisita sensibilidad para la organización del color."
El autor explicó en su momento su elección por la pintura:
"Fue -nos contó en una ocasión- en 1958, cuando trabajé diversos estilos surgidos del postcubismo, utilizando el collage con técnicas mixtas, óleo, tintas y témperas."
Junto a Salvador Galup ilustró libros y revistas publicadas por escritores locales, como Alberto Ponzo o Fulvio Milano.

## Artistas de Castelar
Los pintores más destacados de Castelar en ese tiempo eran Antonio Parodi, Juan Bay, Salvador Galup, Abel Laurens y Helios Gagliardi. En escultura, Alberto Balietti.

## Periodismo e historia local
En periodismo, fundó el medio local "Nueva ciudad", en 1970. Colaboró en "La Voz de Castelar. Fundador del Círculo regional de prensa.
Con relación a la historia local, escribió junto a Carlos Gambaro un libro: Reseña para la historia de Castelar, publicado en 1972.
Participó del movimiento por la declaración de la localidad como "ciudad", logrado por ley del 15 de diciembre de 1971.
Tenía interés además en la entomología. Le gustaba cazar insectos, y reunió una colección de 5000 piezas.
Nombrado ciudadano ilustre del Partido de Morón. Fue recibido por su hijo Carlos el 12 de octubre de 2000.
Falleció el 19 de marzo de 1995.